# Свен Юнассон
Свен Юнассон (швед. Sven Jonasson, нар. 9 липня 1909, Бурос — пом. 17 вересня 1984, Варберг) — шведський футболіст, що грав на позиції нападника.
Виступав, зокрема, за клуб «Ельфсборг», а також національну збірну Швеції.
Триразовий чемпіон Швеції. Найкращий бомбардир в історії вищого дивізіону шведської футбольної першості — 252 голи.

## Клубна кар'єра
У дорослому футболі дебютував 1927 року виступами за команду клубу «Ельфсборг», кольори якої і захищав протягом усієї своєї кар'єри гравця, що тривала цілих двадцять років. Більшість часу, проведеного у складі «Ельфсборга», був основним гравцем атакувальної ланки команди. У складі «Ельфсборга» був одним з головних бомбардирів команди, маючи середню результативність на рівні 0,61 голу за гру першості. 
За цей час тричі виборював титул чемпіона Швеції, двічі ставав найкращим бомбардиром сезону (у 1934 і 1936 роках), а за сукупною кількістю голів, забитих в матчах чемпіонату Швеції (252), досі залишається абсолютним рекордсменом змагання. Також утримує рекорд шведської футбольної першості за кількістю послідовно проведених матчів (344).
Помер 17 вересня 1984 року на 76-му році життя у Варберзі.

## Виступи за збірну
1932 року дебютував в офіційних матчах у складі національної збірної Швеції. Протягом кар'єри у національній команді, яка тривала 9 років, провів у формі головної команди країни 42 матчі, забивши 20 голів.
У складі збірної був учасником чемпіонату світу 1934 року в Італії,  футбольного турніру на Олімпійських іграх 1936 року в Берліні, чемпіонату світу 1938 року у Франції, де шведи дійшли стадії півфіналів.

## Титули і досягнення

### Командни
- Чемпіон Швеції (3):

«Ельфсборг»:  1935-1936, 1938-1939, 1939-1940

### Особисті
- Найкращий бомбардир чемпіонату Швеції (2):

1933-1934 (20 голів), 1935-1936 (24 голів)